# Bomolocha californica
Bomolocha californica là một loài bướm đêm trong họ Noctuidae.